# マルクス主義と文芸批評
『マルクス主義と文芸批評』とは1976年にイギリスの文学研究者テリー・イーグルトンにより発表された研究である。
1934年にイギリスに生まれたイーグルトンはオックスフォード大学で教鞭をとる研究者であり、現代におけるマルクス主義の立場にある文学批評家である。1976年には『文芸批評とイデオロギー』、1981年には『ワルター・ベンヤミン』、1983年に『文学とは何か』を次々と発表しており、本書はイーグルトンの初期の研究である。イーグルトンはマルクス主義の理論が搾取から人間が解放されようとする階級闘争の物語を基礎付けていると考えながら、本書では歴史、形式、政治、作家という四つの観点に基づいて文学を分析している。
イーグルトンは文学批評の目標を歴史上の生産物として文学を把握することだと捉える。したがって歴史観は文学批評の問題となりうるものである。マルクス主義の歴史観では社会は下部構造と上部構造から構成されており、経済的な条件で構成された下部構造によって政治やイデオロギーを含む上部構造が成立していると見なす。芸術も上部構造の一部であるものの、イーグルトンは芸術には一定の自律性があることも認めている。つまり芸術は同じく上部構造であるイデオロギーと関連しているものの独自の方法で発展してきた。同様に文学にも自律性はあり、特に文学の形式には高度な自律性があると主張している。この主張はイーグルトンは文学を形式と内容がともに相容れないものでありながらも弁証法的な関係として発展してきたという見解によって基礎付けられている。そしてイーグルトンは作家とは芸術というある種の商品を生産する経済的実践者であり、革命的な芸術家は既存の生産力を変革しなければならないと考える。

## 書誌
- イーグルトン『マルクス主義と文芸批評』国書刊行会、1987年